# 순천조례초등학교
순천조례초등학교는 대한민국 전라남도 순천시에 있는 공립 초등학교이다.

## 학교 연혁
- 1947년 2월 10일: 해룡북국민학교로 설립 인가
- 1947년 2월 18일: 해룡북국민학교로 개교(개교기념일)
- 1950년 3월 21일: 순천조례국민학교로 교명 변경
- 1984년 6월 1일: 순천조례국민학교 병설유치원 개원
- 1996년 3월 1일: 순천조례초등학교로 교명 변경
- 2012년 3월 1일: 제 25대 최봉원 교장 부임
- 2014년 2월 19일: 제64회 164명 졸업 (총 졸업생수: 9,060명)

## 참고 자료
- 순천조례초등학교 - 한국교육학술정보원 학교알리미